# Лобне місце

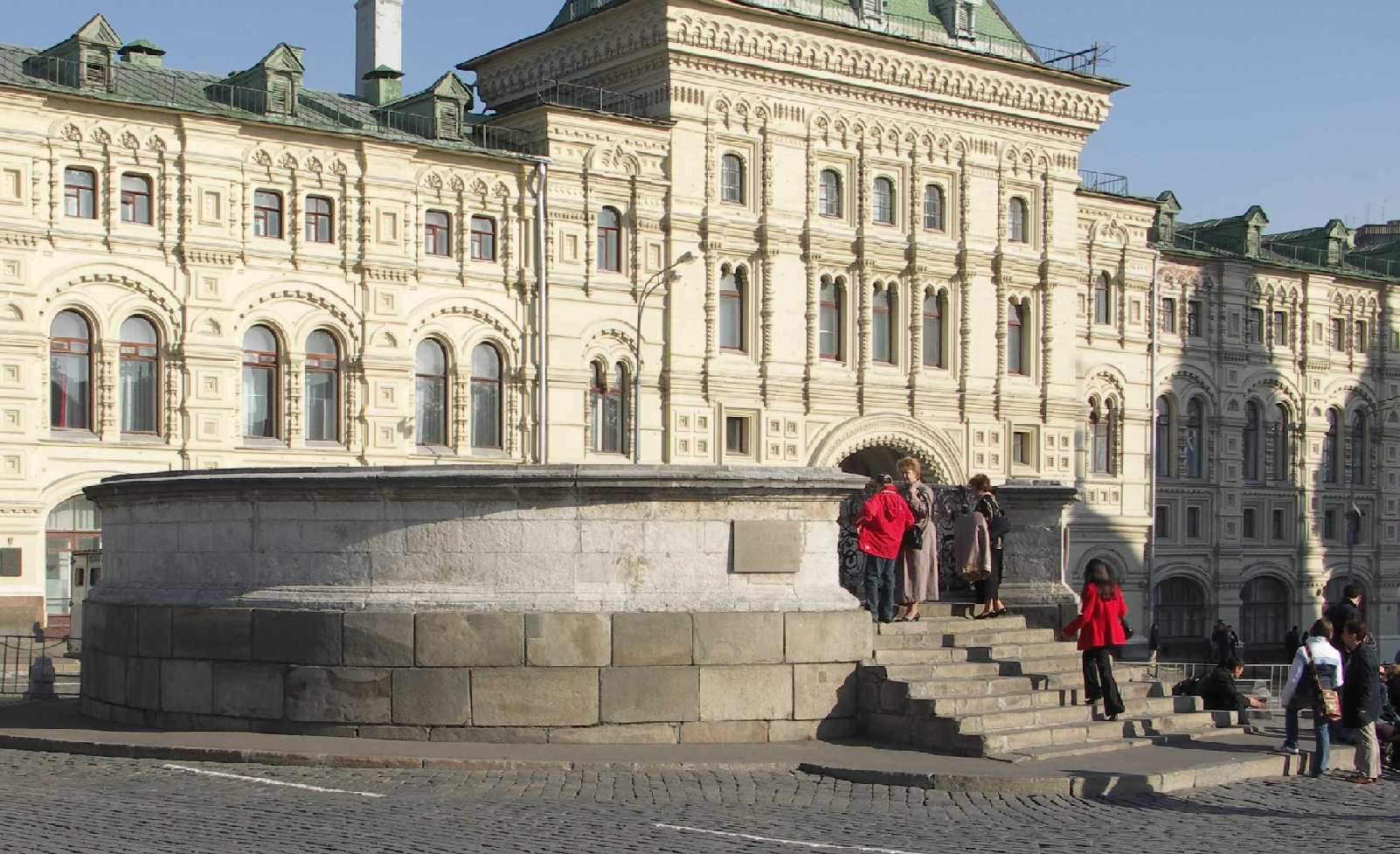
Лобне місце

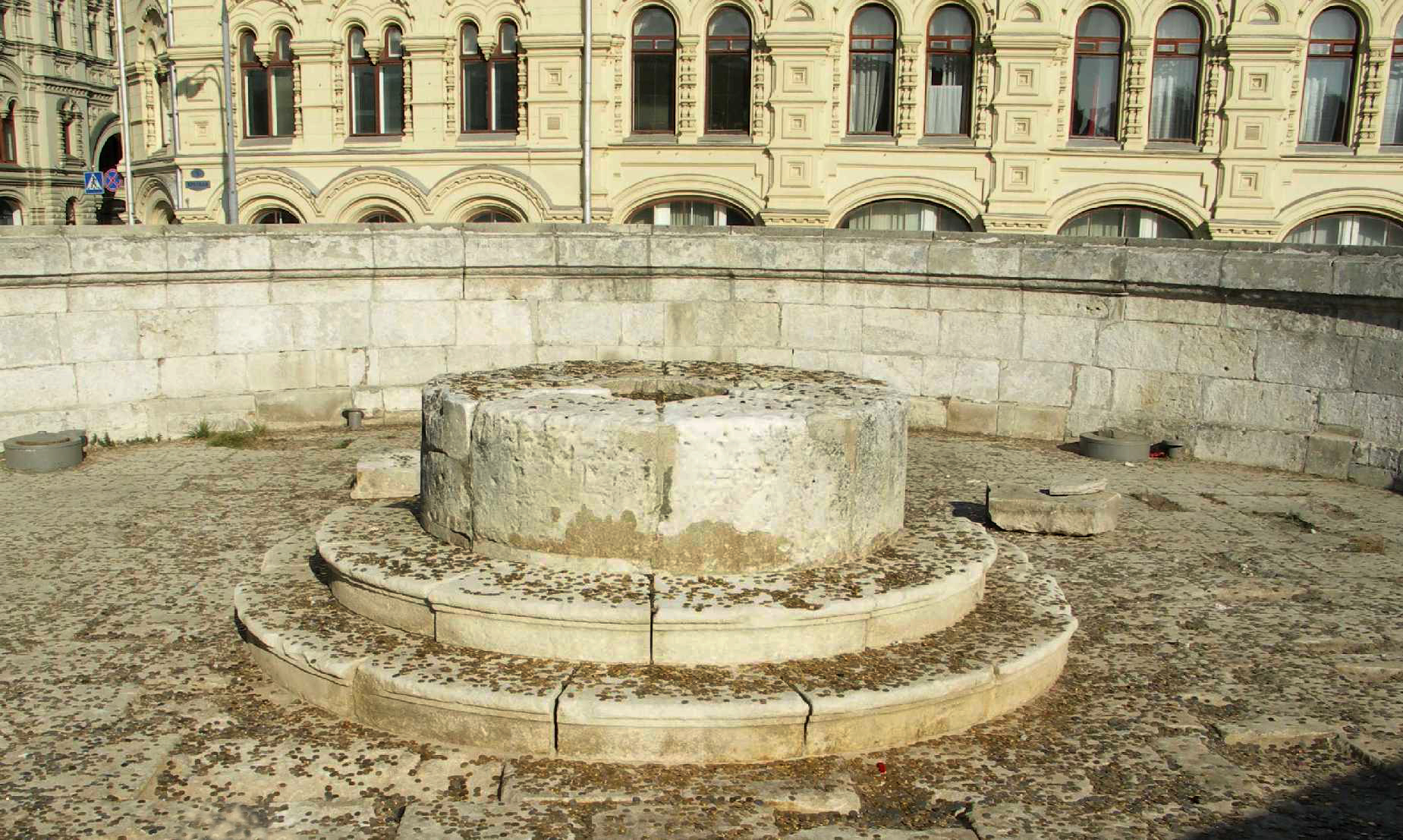
Лобне місце. Вид зсередини

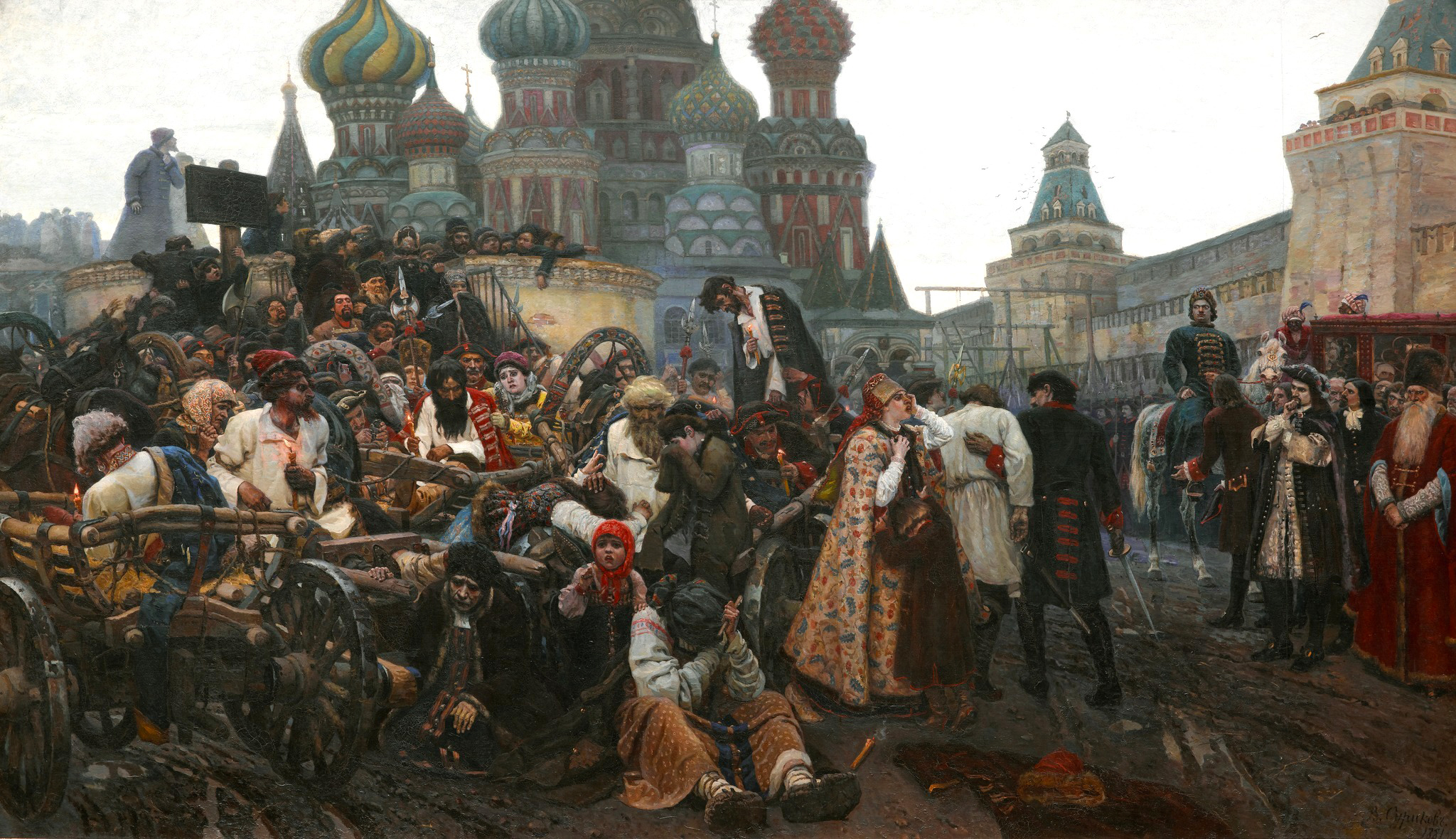
«Утро стрелецкой казни». Картина Василя Івановича Сурикова, 1881

Лобне місце (рос. Лобное место) — пам'ятник російської архітектури 16-го століття, знаходиться в Москві на Красній площі. Являє собою піднесення, оточене кам'яною огорожею.

## Назва
Первісно термін «Лобное мѣсто» з'явився в слов'янському перекладі Євангелія від Іоанна: и носѧ крестъ свой, изыде въ глаголемое Лобное мѣсто, єже глаголетсѧ єврейски Голгоѳа. Це визначення використовувалося при описі Храму Гробу Господнього в пам'ятці паломницької літератури XII ст. «Ходіння ігумена Даниїла».
Відповідно до думки сучасних дослідників, ідея зведення Лобного місця в Москві належала митрополиту Макарію. Концепція передбачала зведення на Красній площі комплексу, центром якого був Покровський собор, що символізував Небесний Єрусалим. Це припущення підтверджується тим фактом, що в XVII столітті храм іноді називали Єрусалимським, а Спаські ворота — Єрусалимськими.
Точна дата будівництва Лобного місця невідома. У літописах воно вперше згадується в 1549 році, коли молодий цар Іван IV скористався майданчиком для публічного звернення до виборних Земського собору, при цьому формально цар свою промову адресував митрополиту Макарію.

## Пов'язані події
6 листопада 1942 біля Лобного місця єфрейтор Савелій Дмитрієв обстріляв з гвинтівки машину Анастаса Мікояна, прийнявши її за машину Йосипа Сталіна. Зловмисник був арештований і згодом розстріляний за вироком трибуналу.
25 серпня 1968 біля Лобного місця пройшла сидяча демонстрація проти вторгнення військ Варшавського договору до Чехословаччини.

## У мистецтві
- Згадується М. Ю. Лермонтовим у «Пісні про купця Калашникова» як місце страти головного героя.
- Радянський актор, співак і поет Володимир Висоцький в своїй пісні «Разбойничья» співав: «Лобным местом ты красна да веревкой склизкою».